# Coleophora ancistron
Coleophora ancistron é uma espécie de mariposa do gênero Coleophora pertencente à família Coleophoridae.